# Giro di Svizzera 1976
Il Giro di Svizzera 1976, quarantesima edizione della corsa, si svolse dal 9 al 18 giugno 1976 per un percorso di 1 456,5 km, con partenza e arrivo a Murten. Il corridore olandese Hennie Kuiper si aggiudicò la corsa concludendo in 39h09'02".
Dei 91 ciclisti alla partenza arrivarono al traguardo in 62, mentre 29 si ritirarono.

## Tappe
| Tappa  | Data      | Percorso                                      | km      | Vincitore di tappa | Leader cl. generale |
| ------ | --------- | --------------------------------------------- | ------- | ------------------ | ------------------- |
| Prol.  | 9 giugno  | Murten > Murten (cron. individuale)           | 4       | Freddy Maertens    | Freddy Maertens     |
| 1ª     | 10 giugno | Murten > Bremgarten                           | 181     | Freddy Maertens    | Freddy Maertens     |
| 2ª     | 11 giugno | Bremgarten > Amden                            | 155     | Michel Pollentier  | Michel Pollentier   |
| 3ª     | 12 giugno | Amden > Vaduz (LIE)                           | 169     | Hennie Kuiper      | Hennie Kuiper       |
| 4ª     | 13 giugno | Vaduz (LIE) > Lenzerheide                     | 108     | Michel Pollentier  | Hennie Kuiper       |
| 5ª     | 13 giugno | Lenzerheide > Lenzerheide (cron. individuale) | 25      | René Savary        | Hennie Kuiper       |
| 6ª     | 14 giugno | Lenzerheide > Locarno                         | 186,5   | Dietrich Thurau    | André Romero        |
| 7ª     | 15 giugno | Locarno > Mörel                               | 172,5   | José Pesarrodona   | André Romero        |
| 8ª     | 16 giugno | Mörel > Losanna                               | 163     | Geert Malfait      | André Romero        |
| 9ª     | 17 giugno | Losanna > Soletta                             | 188     | Ivan Schmid        | André Romero        |
| 10ª    | 18 giugno | Soletta > Murten                              | 81      | Piet van Katwijk   | André Romero        |
| 11ª    | 18 giugno | Murten > Murten (cron. individuale)           | 23,5    | Michel Pollentier  | Hennie Kuiper       |
| Totale | Totale    | Totale                                        | 1 456,5 |                    |                     |

## Dettagli delle tappe

### Prologo
- 9 giugno: Murten > Murten – Cronometro individuale – 4 km

Risultati
| Pos. | Corridore         | Squadra    | Tempo |
| ---- | ----------------- | ---------- | ----- |
| 1    | Freddy Maertens   | Flandria   | 5'09" |
| 2    | Dietrich Thurau   | TI-Raleigh | a 3"  |
| 3    | Michel Pollentier | Flandria   | a 10" |

### 1ª tappa
- 10 giugno: Murten > Bremgarten – 181 km

Risultati
| Pos. | Corridore       | Squadra        | Tempo    |
| ---- | --------------- | -------------- | -------- |
| 1    | Freddy Maertens | Flandria       | 4h29'11" |
| 2    | Theo Smit       | Frisol-Thirion | s.t.     |
| 3    | Sidney Barras   | Bantel         | s.t.     |

### 2ª tappa
- 11 giugno: Bremgarten > Amden – 155 km

Risultati
| Pos. | Corridore         | Squadra    | Tempo    |
| ---- | ----------------- | ---------- | -------- |
| 1    | Michel Pollentier | Flandria   | 4h07'52" |
| 2    | Remo Rocchia      | Scic       | s.t.     |
| 3    | Bert Pronk        | TI-Raleigh | a 3"     |

### 3ª tappa
- 12 giugno: Amden > Vaduz (Liechtenstein) – 169 km

Risultati
| Pos. | Corridore        | Squadra    | Tempo    |
| ---- | ---------------- | ---------- | -------- |
| 1    | Hennie Kuiper    | TI-Raleigh | 4h58'57" |
| 2    | Bert Pronk       | TI-Raleigh | a 37"    |
| 3    | Ferdinand Julien | Lejeune-BP | s.t.     |

### 4ª tappa
- 13 giugno: Vaduz (Liechtenstein) > Lenzerheide – 108 km

Risultati
| Pos. | Corridore         | Squadra     | Tempo    |
| ---- | ----------------- | ----------- | -------- |
| 1    | Michel Pollentier | Flandria    | 2h56'49" |
| 2    | Freddy Maertens   | Flandria    | a 50"    |
| 3    | Robert Bouloux    | Jobo-Wolber | s.t.     |

### 5ª tappa
- 13 giugno: Lenzerheide > Lenzerheide (cron. individuale) – 25 km

Risultati
| Pos. | Corridore       | Squadra      | Tempo  |
| ---- | --------------- | ------------ | ------ |
| 1    | René Savary     | Brooklyn     | 38'45" |
| 2    | Georges Pintens | Miko-Superia | a 5"   |
| 3    | Maurizio Bellet | Miko-Superia | s.t.   |

### 6ª tappa
- 14 giugno: Lenzerheide > Locarno – 186,5 km

Risultati
| Pos. | Corridore        | Squadra     | Tempo    |
| ---- | ---------------- | ----------- | -------- |
| 1    | Dietrich Thurau  | TI-Raleigh  | 4h43'11" |
| 2    | André Romero     | Jobo-Wolber | a 10"    |
| 3    | Ferdinand Julien | Lejeune-BP  | a 1'49"  |

### 7ª tappa
- 15 giugno: Locarno > Mörel – 172,5 km

Risultati
| Pos. | Corridore        | Squadra     | Tempo    |
| ---- | ---------------- | ----------- | -------- |
| 1    | José Pesarrodona | KAS         | 5h11'32" |
| 2    | André Romero     | Jobo-Wolber | a 57"    |
| 3    | Bert Pronk       | TI-Raleigh  | s.t.     |

### 8ª tappa
- 16 giugno: Mörel > Losanna – 163 km

Risultati
| Pos. | Corridore     | Squadra        | Tempo    |
| ---- | ------------- | -------------- | -------- |
| 1    | Geert Malfait | Rokado         | 4h00'38" |
| 2    | Bruce Biddle  | Scic           | a 5"     |
| 3    | Pol Lannoo    | Frisol-Thirion | a 30"    |

### 9ª tappa
- 17 giugno: Losanna > Soletta – 188 km

Risultati
| Pos. | Corridore      | Squadra  | Tempo    |
| ---- | -------------- | -------- | -------- |
| 1    | Ivan Schmid    | Flandria | 5h20'16" |
| 2    | Bruce Biddle   | Scic     | a 2"     |
| 3    | Lieven Malfait | Rokado   | a 1'02"  |

### 10ª tappa
- 18 giugno: Soletta > Murten – 81 km

Risultati
| Pos. | Corridore              | Squadra    | Tempo    |
| ---- | ---------------------- | ---------- | -------- |
| 1    | Piet van Katwijk       | TI-Raleigh | 1h55'42" |
| 2    | Albert Van Vlierberghe | Flandria   | s.t.     |
| 3    | René Savary            | Brooklyn   | s.t.     |

### 11ª tappa
- 18 giugno: Murten > Murten (cron. individuale) – 23,5 km

Risultati
| Pos. | Corridore         | Squadra    | Tempo  |
| ---- | ----------------- | ---------- | ------ |
| 1    | Michel Pollentier | Flandria   | 30'16" |
| 2    | Hennie Kuiper     | TI-Raleigh | a 12"  |
| 3    | Dietrich Thurau   | TI-Raleigh | a 20"  |

## Classifiche finali

### Classifica generale
| Pos. | Corridore                | Squadra     | Tempo     |
| ---- | ------------------------ | ----------- | --------- |
| 1    | Hennie Kuiper            | TI-Raleigh  | 39h09'02" |
| 2    | Michel Pollentier        | Flandria    | a 42"     |
| 3    | José Pesarrodona         | KAS         | a 1'23"   |
| 4    | José Martins             | KAS         | a 1'41"   |
| 5    | Bert Pronk               | TI-Raleigh  | a 1'46"   |
| 6    | André Romero             | Jobo-Wolber | a 2'07"   |
| 7    | Freddy Maertens          | Flandria    | a 5'14"   |
| 8    | Dietrich Thurau          | TI-Raleigh  | a 8'00"   |
| 9    | Ferdinand Julien         | Lejeune-BP  | a 10'01"  |
| 10   | Enrique Martínez Heredia | KAS         | a 12'09"  |

### Classifica scalatori
| Pos. | Corridore    | Squadra     | Punti |
| ---- | ------------ | ----------- | ----- |
| 1    | José Martins | KAS         | 38    |
| 2    | André Romero | Jobo-Wolber | 35    |
| 3    | Bert Pronk   | TI-Raleigh  | 27    |

### Classifica a punti
| Pos. | Corridore         | Squadra     | Punti |
| ---- | ----------------- | ----------- | ----- |
| 1    | Freddy Maertens   | Flandria    | 176   |
| 2    | Michel Pollentier | Flandria    | 158   |
| 3    | André Romero      | Jobo-Wolber | 132   |
| 4    | José Pesarrodona  | KAS         | 130   |
| 5    | Hennie Kuiper     | TI-Raleigh  | 129   |

### Classifica squadre
| Pos. | Squadra            | Tempo      |
| ---- | ------------------ | ---------- |
| 1    | Raleigh-Campagnolo | 115h20'47" |
| 2    | KAS Campagnolo     | a 5'23"    |
| 3    | Velda Flandria     | a 10'11"   |
| 4    | Jobo-Wolber        | a 26'14"   |
| 5    | Maes Pils Rokado   | a 41'57"   |